# 버블보블
버블보블(バブルボブル, Bubble Bobble)은 타이토가 개발하고 배급한 플랫폼 게임 시리즈이다. 이 시리즈의 첫 번째 게임인 버블보블은 1986년 아케이드 게임으로 출시되었다. 이 시리즈의 대부분의 게임에서 플레이어는 버블과 밥이라는 두 마리의 용을 조작한다. 이후 버블보블 메인 시리즈와 레인보우 아일랜드 스핀오프 시리즈로 많은 후속작이 나왔다. 이 게임들은 다양한 아케이드 게임과 가정용 비디오 게임기로 출시되고 이식되었다. 시리즈의 최신작은 2019년에 출시된 버블보블 4 프렌즈이다.

## 메인 시리즈
| 1986 | 버블보블                           |
| 1987 | 레인보우 아일랜드                  |
| 1988 |                                    |
| 1989 |                                    |
| 1990 |                                    |
| 1991 | 파라솔 스타즈                      |
| 1992 |                                    |
| 1993 | 버블보블 파트 2                    |
| 1994 | 버블 심포니                        |
| 1995 |                                    |
| 1996 | 버블 메모리즈                      |
| 1997 |                                    |
| 1998 |                                    |
| 1999 |                                    |
| 2000 |                                    |
| 2001 |                                    |
| 2002 |                                    |
| 2003 |                                    |
| 2004 |                                    |
| 2005 | 레인보우 아일랜드 레볼루션         |
| 2005 | 버블보블 레볼루션                  |
| 2006 | 버블보블 에볼루션                  |
| 2007 | 버블보블 더블                      |
| 2007 | 레인보우 아일랜드 에볼루션         |
| 2008 |                                    |
| 2009 | 버블 보블 플러스!                  |
| 2009 | 레인보우 아일랜드: 타워링 어드벤처 |
| 2010 |                                    |
| 2011 |                                    |
| 2012 |                                    |
| 2013 |                                    |
| 2014 |                                    |
| 2015 |                                    |
| 2016 |                                    |
| 2017 |                                    |
| 2018 |                                    |
| 2019 | 버블보블 4 프렌즈                  |

### 버블보블
시리즈의 첫 번째 게임은 플랫폼 아케이드 게임인 버블보블로, 일본에서는 1986년 6월 16일에 처음 출시되었다. 이 게임에서 플레이어는 녹색 용인 버블과 파란색 용인 밥을 조작하며, 괴물의 동굴이라고 알려진 세계에서 여자친구를 구출해야 한다. 각 레벨에서 버블과 밥은 입에서 불어내는 거품으로 적을 가두고 터뜨려야 한다. 적들은 땅에 떨어지면 보너스 아이템을 떨어뜨린다. 총 100개의 레벨이 있으며, 각 레벨은 점점 더 어려워진다. 이 게임은 2인 플레이를 중심으로 설계되었으며, 동전을 하나 더 넣으면 두 번째 용인 밥을 조작할 수 있다.
버블보블은 암스트래드 CPC, 아타리 ST, ZX 스펙트럼, 코모도어 64, MS-DOS, 애플 II, 아미가, 패밀리 컴퓨터 디스크 시스템, 패밀리컴퓨터, MSX2, 세가 마스터 시스템을 포함한 많은 가정용 비디오 게임기로 이식되었다. 세가 마스터 시스템 버전은 200개의 레벨을 특징으로 하며 일본에서는 파이널 버블보블로 출시되었다. 게임보이 (1991년) 및 게임보이 컬러 (1996년) 이식 버전은 클래식 버블보블로 출시되었다.
출시 5개월 후, 게임 머신은 버블보블을 그달의 두 번째로 성공적인 아케이드 게임으로 선정했다. 같은 출판사는 나중에 이 게임을 1987년 일본에서 다섯 번째로 높은 수익을 올린 아케이드 게임으로 선정했다. 버블보블은 많은 자료에서 역대 최고의 비디오 게임 중 하나로 간주된다.

### 버블보블 파트 2
버블보블 파트 2는 버블보블의 후속작으로, 패밀리컴퓨터와 게임보이에서 서로 다른 팀이 동시에 개발했다. 이로 인해 게임 플레이는 원작과 크게 달라지지 않았지만, 각 버전의 스토리는 서로 달랐다. 두 버전 모두 1993년에 출시되었다.
게임보이 버전에서는 로비라는 캐릭터가 부유하는 해골 캐릭터에게 잡힌 마을 사람들을 구출해야 한다.
패밀리컴퓨터 버전에서는 버블의 친구 주디가 부유하는 해골 캐릭터에게 납치된다. 버블과 밥은 용으로 변해 그녀를 구하러 떠난다. 또한 원작 버블보블과는 달리 두 플레이어는 시리즈의 다른 게임처럼 함께 레벨을 플레이하는 대신 번갈아 가며 플레이해야 한다. 패밀리컴퓨터 버전에는 플레이어가 보스를 물리치거나 특정 문을 통과한 후에 있는 세 가지 보너스 게임도 포함되어 있다.
일본에서는 패밀리컴퓨터 버전이 버블보블 2로 알려졌고, 게임보이 버전은 버블보블 주니어로 알려졌다.

### 버블 심포니
버블 심포니(버블보블 II로도 알려져 있음)는 버블보블의 후속작으로 1994년에 아케이드 게임으로 출시되었다. 이 게임은 원작 게임 플레이 방식에 많은 변화를 주었다. 변경 사항으로는 레인보우 아일랜드의 특징과 유사하게 이제 보스를 5~10 레벨마다 만날 수 있으며, 플레이어는 보스를 물리칠 때마다 두 개의 문 중 하나를 선택하여 레벨을 통해 갈림길로 진행한다. 또한 두 마리의 새로운 여성 용인 쿨룰룬 (황갈색 용)과 코로론 (분홍색 용)이 플레이 가능한 캐릭터로 추가되었다.
이제 플레이어는 거품을 충전할 수 있으며, 용의 뿔이나 활이 빛날 때 놓으면 선택한 캐릭터에 따라 특정 형태로 세 개의 거품을 한 번에 불어낸다. 플레이어는 음악 노트가 있는 특정 정사각형 카드를 수집하여 최종 세계로 이어지는 네 개의 열쇠를 얻거나 조기 거짓 엔딩을 볼 수 있다. 또한 캐릭터들은 게임 도중에 용 형태에서 인간 형태로 변신하기 위해 막대를 수집해야 한다.
이 게임은 일본에서 세가 새턴으로 이식되었다.

### 버블 메모리즈
버블 메모리즈: 버블보블 III 이야기는 버블 심포니의 후속작으로 1996년 2월에 아케이드 게임으로 출시되었다 (제목 화면에는 "1995"라고 표시되어 있지만). 이 게임에서 용들은 80개의 탑 레벨을 올라가 슈퍼 다크 그레이트 드래곤을 물리치고 탑에 대한 그의 지배를 해제해야 한다. 탑의 마지막 10개 레벨에 접근하기 위해서는 일곱 개의 물약을 수집해야 하는데, 이 물약들은 마법 무지개 물약으로 결합된다. 탑은 이전에 마법 무지개 물약을 동력원으로 사용했지만, 이 물약은 슈퍼 다크 그레이트 드래곤에 의해 산산조각 났다.
그래픽적으로 이 게임은 버블 심포니와 매우 유사하며, 레벨 배경으로 동물과 식물 사진을 사용한 점이 추가되었다. 또한 버블 심포니의 충전 거품과 유사한 게임 플레이 특징인 슈퍼 거품을 포함한다. 거품 버튼을 누르고 있으면 플레이어는 여러 적이나 한 마리의 큰 적을 가둘 수 있는 거대한 거품을 생성할 수 있다.

### 버블보블 레볼루션
버블보블 레볼루션(일본에서는 버블보블 DS로 알려짐)은 2005년에 닌텐도 DS로 출시되었다. 이 게임은 원작 버블보블 게임 전체와 함께 새로운 그래픽, 더 넓은 레벨, 더 빠른 적을 특징으로 하는 뉴 에이지 모드를 포함한다. 버블 메모리즈와 유사하게 로마식 건축물의 사진 배경을 특징으로 한다. 시리즈의 다른 게임과는 달리 뉴 에이지 모드에는 협력 모드가 없으며, 대신 4인 경쟁 모드가 있어 플레이어가 점수를 얻기 위해 경쟁한다.
이 게임은 특히 북미 출시 버전의 뉴 에이지 모드에서 레벨 30의 보스가 나타나지 않아 플레이어가 레벨 30을 넘어 게임을 끝낼 수 없는 버그가 있다. 이 버그와 새로운 그래픽으로 인해 이 게임은 비평가들 사이에서 좋지 않은 평을 받았다. 나중에 게임 개발사는 버그가 있는 카트리지를 버그가 없는 버전으로 교체하고 영향을 받은 고객에게 사과 차원에서 레인보우 아일랜드 레볼루션 무료 사본을 제공했다.

### 버블보블 에볼루션
버블보블 에볼루션(일본에서는 버블보블: 매지컬 타워 다이사쿠센!!으로 알려짐)은 2006년에 플레이스테이션 포터블로 출시되었다. 이 게임에서 플레이어는 용 대신 용 복장을 한 두 명의 소년 (버블과 밥)을 조종한다. 이 게임은 18세기 런던을 배경으로 한다. 에볼루션은 또한 퍼즐 요소도 특징으로 하며, 두 캐릭터가 두 개의 탑으로 나뉘어 다른 캐릭터가 진행할 수 있도록 작업을 수행해야 한다. 이러한 작업에는 레버를 뒤집고 레벨을 가로질러 아이템을 운반하는 것이 포함될 수 있다.
이 게임은 이전 두 개의 메인 시리즈 게임의 사진 배경을 버리고 대신 만화 스타일을 사용한다.
비평가들은 주로 게임 플레이 변경, "단조로운 음악", 그래픽 변경, 및 기타 문제로 인해 이 게임을 좋지 않게 평가했다.

### 버블보블 더블
버블보블 더블은 2007년 닌텐도 DS로 출시되었다. 게임 플레이는 원작 버블보블과 유사하며 몇 가지 변형만 있다. 플레이어는 세 마리의 용 (새로운 빨간 용 부부) 사이를 마음대로 전환할 수 있다. 즉, 세 개의 콘솔로 세 명의 플레이어가 각자 다른 용을 조종하면서도 서로 전환할 수 있다. 각 용은 자신의 색상과 일치하는 거품을 불어내며, 특정 색상의 거품은 특정 적을 가두고 죽이는 데 필요하다. 또한 플레이어가 생명을 모두 잃으면 세 가지 미니 게임 중 하나가 제시되며, 이기면 메인 게임을 계속 플레이할 수 있다.

### 버블 보블 플러스!
버블 보블 플러스!(일본에서는 버블보블 Wii로 알려짐)는 2009년에 Wii로 출시되었다. 같은 해 말에는 엑스박스 360으로 버블보블 네오!라는 이름으로 출시되었다. 이 게임은 "스탠다드 모드"에서 원작 버블보블과 동일한 100개의 레벨과 "어레인지 모드"에서 100개의 레벨을 더 제공하며, 후자는 새로운 메커니즘인 기울어진 표면을 특징으로 한다. 또한 이 모드들의 더 어려운 "슈퍼" 버전도 있다. 이 게임은 온라인 리더보드도 제공한다. Wii 버전에는 각각 50개의 더 어려운 지도와 보스를 추가하는 두 개의 DLC도 있다.
모든 모드에서 게임 플레이는 원작 버블보블과 유사하지만, 어레인지 모드에는 새로운 음악이 있다. 모든 모드에는 원작에서 영감을 받은 그래픽이 있지만, 용은 3D로 렌더링된다.

### 버블보블 4 프렌즈
버블보블 4 프렌즈는 2019년에 닌텐도 스위치로 출시되었고, 나중에 플레이스테이션 4와 마이크로소프트 윈도우로도 출시되었다. 게임 플레이는 원작 버블보블과 유사하며, 나중에 레벨에 색깔 있는 바람 흐름이 추가되어 거품이 뜨는 방향을 제어한다. 또한 버블 심포니 및 버블 메모리즈와 유사한 보스 전투를 특징으로 한다. 또한 이 게임은 4명의 플레이어가 협력하여 플레이할 수 있으며, 8개의 생명을 공유한다. 100개의 레벨이 있으며, 마지막 50개는 더 어려우며 잠금 해제하려면 처음 50개를 클리어해야 한다. 스팀 버전에는 플레이어가 레벨을 디자인하고 인터넷을 통해 자신의 창작물을 플레이어와 공유할 수 있는 "남작의 작업실" 모드도 포함되었다.

## 레인보우 아일랜드

### 레인보우 아일랜드
레인보우 아일랜드: 버블보블 2 이야기는 1987년 아케이드 게임으로 출시되었다. 이 게임은 원작 버블보블의 후속작이며 스토리는 이전 게임의 사건 직후에 일어난다. 적을 물리친 버블과 밥은 인간 형태로 돌아오는데, 이 게임 내내 이 형태를 유지한다. 거품을 불어내는 대신 무지개를 만들며, 이 무지개를 사용하여 적을 물리치고 레벨을 이동하기 위한 플랫폼으로 사용할 수 있다. 게임에는 각 레벨이 4개의 섹션으로 나뉘어진 7개의 레벨이 있으며, 각 레벨 끝에는 보스가 있다.
나중에 ZX 스펙트럼, 패밀리컴퓨터, 코모도어 64, 암스트래드 CPC, 아타리 ST, 아미가, 패밀리컴퓨터, 세가 마스터 시스템, NEC PC 엔진, 세가 새턴 (버블보블과 레인보우 아일랜드도 포함), 플레이스테이션 (버블보블과 레인보우 아일랜드도 포함), 그리고 게임보이 컬러로 이식되었다.

### 파라솔 스타즈
파라솔 스타즈: 버블보블 III 이야기는 레인보우 아일랜드의 후속작이다. 1991년에 PC 엔진으로 처음 출시되었다. 이 게임에서 버블과 밥은 다시 인간 형태이다. 플레이어는 파라솔을 사용하여 적을 잡은 다음, 적을 던져 충격으로 사탕으로 변환시킨다. 또한 파라솔을 사용하여 다른 플레이어를 발사할 수도 있다. 이 게임은 우드랜드 월드와 오션 월드와 같이 8개의 메인 테마 세계를 특징으로 한다. 각 세계는 7개의 화면으로 구성되어 있다. 그러나 게임에는 3개의 숨겨진 세계도 포함되어 있다. 그래픽적으로 이 게임은 레인보우 아일랜드와 버블보블과 유사하다. 나중에 아미가 및 다른 기기로 이식되었다.
CU 아미가는 "부드러운 학습 곡선", 그래픽 및 사소한 퍼즐 요소의 추가를 칭찬하며 게임에 95%의 호의적인 평가를 내렸다.

### 레인보우 아일랜드 레볼루션
레인보우 아일랜드 레볼루션은 2005년 닌텐도 DS로 출시된 레인보우 아일랜드의 업데이트 버전이다. 많은 특징은 동일하지만, 이 게임은 점프하거나 무지개를 플랫폼으로 사용하는 기능을 제거했다. 이러한 변경 사항은 플레이어가 캐릭터를 제어하는 방식의 변화 때문일 가능성이 높다. 플레이어는 스타일러스를 사용하여 버블이나 밥을 이동시키고, 무지개는 적을 물리치는 데만 사용된다. 그러나 무지개를 그리는 데 스타일러스를 사용해야 한다. 이 게임은 또한 스파이크와 흐르는 공기 형태로 환경 위험을 추가하여 버블과 밥을 밀어낸다. 그래픽적으로 이 게임은 레인보우 아일랜드와 파라솔 스타와 같은 시리즈의 다른 게임과 유사하다.
게임스팟은 레인보우 아일랜드의 레벨, 새로운 제어 방식, 새로운 적을 포함한 점을 칭찬하며 6.2/10을 평가했다. 그러나 이 출판사는 게임 플레이가 너무 "옛날"이고 그래픽과 음악이 너무 "단순하다"고 간주한다. 게임존은 게임에 5.0/10을 주며 시대에 뒤떨어진 그래픽과 오디오에 대해 언급했다.

### 레인보우 아일랜드 에볼루션
레인보우 아일랜드 에볼루션(일본에서는 뉴 레인보우 아일랜드: 허디 거디 다이보켄!!으로 알려짐)은 2007년 플레이스테이션 포터블로 출시된 레인보우 아일랜드의 리메이크 버전이다. 이 게임은 멕시코 테마를 특징으로 하며 버블과 밥의 무기를 허디 거디로 대체했다. 주요 적은 사악한 레코드 스튜디오이다. 무지개는 이제 게임 시작 시 6개로 제한된다. 또한 전경과 배경에 플랫폼이 추가되어 플레이어는 프레임 내에서 앞뒤로 이동할 수 있다.
이 게임은 엇갈린 평가를 받았다. 유로게이머는 이 게임을 "야한 조롱"이라고 부르며 4/10을 주었다. 게임스팟은 "귀에 거슬리는 사운드트랙"과 느린 게임 플레이를 언급하며 4.5/10을 평가했다. 게임존은 "더 신경 써서 다시 만들어졌어야 했다"고 말하며 6/10을 평가했다.

### 레인보우 아일랜드: 타워링 어드벤처
레인보우 아일랜드: 타워링 어드벤처는 레인보우 아일랜드 시리즈의 후속작이지만, 몇 가지 주요 게임 플레이 변형이 있다. 2009년에 Wii와 엑스박스 360으로 출시되었다. 더 이상 체력 바가 없으며, 대신 각 7개의 레벨에 시간 제한이 있다. 각 레벨에서 남은 시간은 다음 레벨로 추가되며, 적에게 맞으면 타이머에서 30초가 제거된다. 이 게임에는 스토리 모드, 챌린지 모드, 타임 트라이얼의 세 가지 모드가 있다. 스토리 모드는 레벨을 통과하는 일반적인 시간 제한 경험이다. 챌린지 모드는 동일하지만 플레이어가 죽으면 레벨을 통과한 모든 진행 상황이 손실된다. 타임 트라이얼은 플레이어가 개별 레벨에서 가장 빠른 시간을 기록할 수 있도록 한다.
타워링 어드벤처!는 보통 평가를 받았다. 게임프로는 콘텐츠 부족과 "짧음" 때문에 2.5/5를 주었다. 게임스팟은 협동 플레이와 핵심 메커니즘을 칭찬하며 6/10을 주었지만, 온라인 협동 플레이와 더 다양한 게임 플레이를 원했다. GamesRadar+는 "이상하다", 불쾌한 캐릭터, 지루한 적을 언급하며 5점 만점에 3점을 평가했다.

## 퍼즐 보블
타이토는 버블보블의 많은 캐릭터와 음악 테마를 타일 매칭 비디오 게임인 퍼즐 보블(버스트 어 무브로도 알려져 있음) 및 그 후속작에 사용했다.
- 퍼즐 보블 (버스트 어 무브) (1994)
- 퍼즐 보블 2 (버스트 어 무브 어게인) (1995)
- 퍼즐 보블 3 (버스트 어 무브 3) (1996)
- 퍼즐 보블 4 (버스트 어 무브 4) (1997)
- 퍼즐 보블 미니 (버스트 어 무브 포켓) (1999)
- 슈퍼 퍼즐 보블 (슈퍼 버스트 어 무브) (2000)
- 퍼즐 보블 밀레니엄 (버스트 어 무브 밀레니엄) (2000)
- 슈퍼 퍼즐 보블 2 (슈퍼 버스트 어 무브 2) (2002)
- 울트라 퍼즐 보블 (울트라 버스트 어 무브) (2004)
- 끌어라!! 퍼즐 보블 (버스트 어 무브 DS) (2005)
- 버스트 어 무브 배시! (2007)
- 스페이스 퍼즐 보블 (스페이스 버스트 어 무브) (2008)
- 퍼즐 보블 플러스! (버스트 어 무브 플러스!) (2009)
- 뉴 퍼즐 보블 (뉴 버스트 어 무브) (2011)
- 뛰쳐나온다! 퍼즐 보블 3D (버스트 어 무브 유니버스) (2011)
- 퍼즐 보블 VR: 베케이션 오디세이 (2021)
- 퍼즐 보블 에브리버블! (2023)

## 메달 게임
- 팩키의 보물 슬롯 (1997, 메달 게임)
- 버블렌 룰렛 (1998, 룰렛 메달 게임)[49]
- 버블 노 쿠루쿠루 점프! (1999, 메달 게임)
- 버블보블 EX (2001, 파치슬롯)[50]